# 토미에: 리플레이
《토미에: 리플레이》는 이토 준지에 원작을 영화화한 공포 영화이다. 토미에: 리플레이는 3번째 시리즈이다.

## 출연

### 주연
- 호쇼 마이
- 쿠보즈카 요스케
- 마츠오 마사토시
- 김구미자

### 조연
- 엔도 켄이치
- 토가시 마코토
- 모로 모로오카
- 유라 요시코
- 스가타 슌